# Жорета Николова
Жорета Йорданова Николова е българска театрална и филмова актриса.

## Ранен живот и кариера
Завършва 7-а гимназия. През 1980 – 1984 г. учи специалност Актьорско майсторство за драматичен театър във ВИТИЗ „Кръстьо Сарафов“ при професор Гриша Островски.
Участва в трупите на Народния театър, Сатиричния театър, Театрална работилница „Сфумато“, ДТ Ловеч и Театър 199, гост е в много други театри.

## Личен живот
Неин син е актьорът Мак Маринов.

## Театрални роли
ДТ Ловеч
- Клариче в „Любовта към трите портокала“ реж. Иван Станев
- Ирина в „Алхимия на скръбта“ /Антон Чехов/ реж. Иван Станев

Сатиричен театър
- Олга в „Нощни игри“ /В. Мережко/ реж. Иван Добчев
- „Кучешко сърце“ (Михаил Булгаков) реж. Иван Добчев
- „Слуга на двама господари“ /К. Гоци/ реж. Иван Добчев
- Еля в „Чинцано“ /Петрушевска/ реж. Маргарита Младенова

Театрална работилница „Сфумато“
- Аркадина в „Чайка“ /Антон Чехов/ реж. М. Младенова, Иван Добчев
- Маша в „Три сестри“ /Антон Чехов/ реж. М. Младенова, Иван Добчев
- Олга в „Играем Петрушевска“ /Петрушевска/ реж. Маргарита Младенова
- Нягулица в „Грехът Куцар“ (Йордан Йовков) реж. Иван Добчев
- „Думи към Б.“ /Б. Папазов/ реж. Иван Добчев
- Суса в „Луда трева“ (Йордан Радичков) реж. Маргарита Младенова
- Зълвата в „Апокриф“ реж. М. Младенова, Иван Добчев
- „Сънят на Одисей“ /Мюлер, Бродски, Тенев/ реж. Явор Гърдев
- Йокаста в „Тирезий Слепият“ реж. Иван Добчев
- Исмена в „Антигона Смъртната“ реж. Маргарита Младенова
- Мертьой в „Квартет“ /Мюлер/ реж. Явор Гърдев
- София в „Долината на смъртната сянка“ (Фьодор Достоевски) реж. Иван Добчев

Театър 199
- Ева в „Есенна соната“ /Бергман/ реж. Младен Киселов

Народен театър „Иван Вазов“
- Малама във „Вампир“ (Антон Страшимиров) реж. Боил Банов
- Йокаста в „Едип цар“ (Софокъл) реж. Андреас Пандзис
- Терзийска в „Службогонците“ (Иван Вазов) реж. Иван Добчев
- Сюзан в „Моногамният“ /Кристофър Кайл/ реж. Стоян Алексиев
- Лилиян в „Шокомания“ /Филип Блазбанд/ реж. Антон Угринов
- Понсия в „Домът на Бернарда Алба“ (Федерико Гарсия Лорка) реж. Възкресия Вихърова
- Регана в „Крал Лир“ (Уилям Шекспир) реж. Явор Гърдев
- Матюрина в „Дон Жуан“ (Жан-Батист Молиер) реж. Александър Морфов
- Гунхил Боркман в „Юн Габриел Боркман“ (Хенрик Ибсен) реж. Елена Панайотова
- Вихра Великова в „Бетовен 21“ (Константин Илиев) реж. Младен Киселов
- Маргарита в „Ричард III“ (Уилям Шекспир) реж. Теди Москов
- Нанси в „Морски пейзаж“ (Едуард Олби) реж. Петър Денчев

Малък градски театър зад канала
- Валентина във „Валентинов ден“ /Иван Вирипаев/ реж. Явор Гърдев

Театр дьо Ла Манифактюр – Нанси, Франция
- „История на окото“ /Батай/ реж. Иван Станев

Телевизионен театър
- „Пресечката“ (1987) (Кольо Георгиев)
- „Пленникът от Трикери“ (1993) (Константин Мутафов)

## Филмография
- „Далече от брега“ (2018)
- „Дъвка за балончета“ (2017) – Бени
- „ТИЛТ“ 2011, реж. Виктор Чучков (син)
- „Писмо до Америка“ (2001), реж. Иглика Трифонова
- „Приятелите на Емилия“ (1996), реж. Людмил Тодоров
- „Йосиф и Мария“ (тв, 1994), реж. Милен Николов - Мария Йосифова, жена на Йосиф и аптекарка
- „Пленникът от Трикери“ (1993), реж. Недялко Делчев
- „Авантюра“ (1992), реж. Румяна Петкова – Тони, дъщерята на Ангелина
- „Тишина“ (1990), сц. и реж. Димитър Петков
- „Аз, Графинята“ (1989)
- „Парчета любов“ (1988), реж. Иван Черкелов
- Забравете този случай (1985) – жената на Андреев
- „Характеристика“ (1985), реж. Христо Христов
- „Прадеди и правнуци – Каменно гнездо“ (1983), 5 серии – Рада, годеницата на младия „Белозъб“

## Награди
- „Икар“ за поддържаща роля за Понсия в „Домът на Бернарда Алба“ (2006 г.)
- „Аскеер“ за поддържаща роля за Софрона в „Луда трева“ (2004 г.)
- „Аскеер“ за водеща женска роля за Соланж в „Слугините“ (2016 г.)